# Niżni Teriański Staw
Niżni Teriański Staw (niem. Unterer Terianskosee, słow. Nižné Terianske pleso, węg. Alsó-Terianszko-tó) – jeden z trzech Teriańskich Stawów, położony na wysokości 1941 m n.p.m., w Niewcyrce (odnodze Doliny Koprowej), w słowackich Tatrach Wysokich. Pomiary pracowników TANAP-u z lat 60. XX w. wykazały, że ma on powierzchnię 5,470 ha, wymiary 360 × 235 m i głębokość ok. 47,2 m. Jest typowym jeziorem polodowcowym. Znajduje się w karze polodowcowym otoczony skalnymi szczytami Grani Hrubego i głównej grani odnogi Krywania. Ze stawu wypływa Niewcyrski Potok, który jest dopływem Koprowej Wody. Jest to jeden z najgłębszych stawów w słowackiej części Tatr.
Niżni Teriański Staw otoczony jest:
- od południa przez Krótką,
- od południowego wschodu przez Ostrą,
- od wschodu przez Furkot i szczyt Hrubego Wierchu,
- od północnego wschodu przez Grań Hrubego[3].

Do 2004 r. przez kilka lat nad brzegiem tego stawu działał ośrodek pomiarów meteorologicznych, a przy brzegu zacumowana była łódka do badań limnologicznych. Obecnie cała Niewcyrka jest obszarem ochrony ścisłej z zakazem wstępu. 
Do Niżniego Teriańskiego Stawu spod Przełęczy Szpara uchodzi Krótki Potok. 

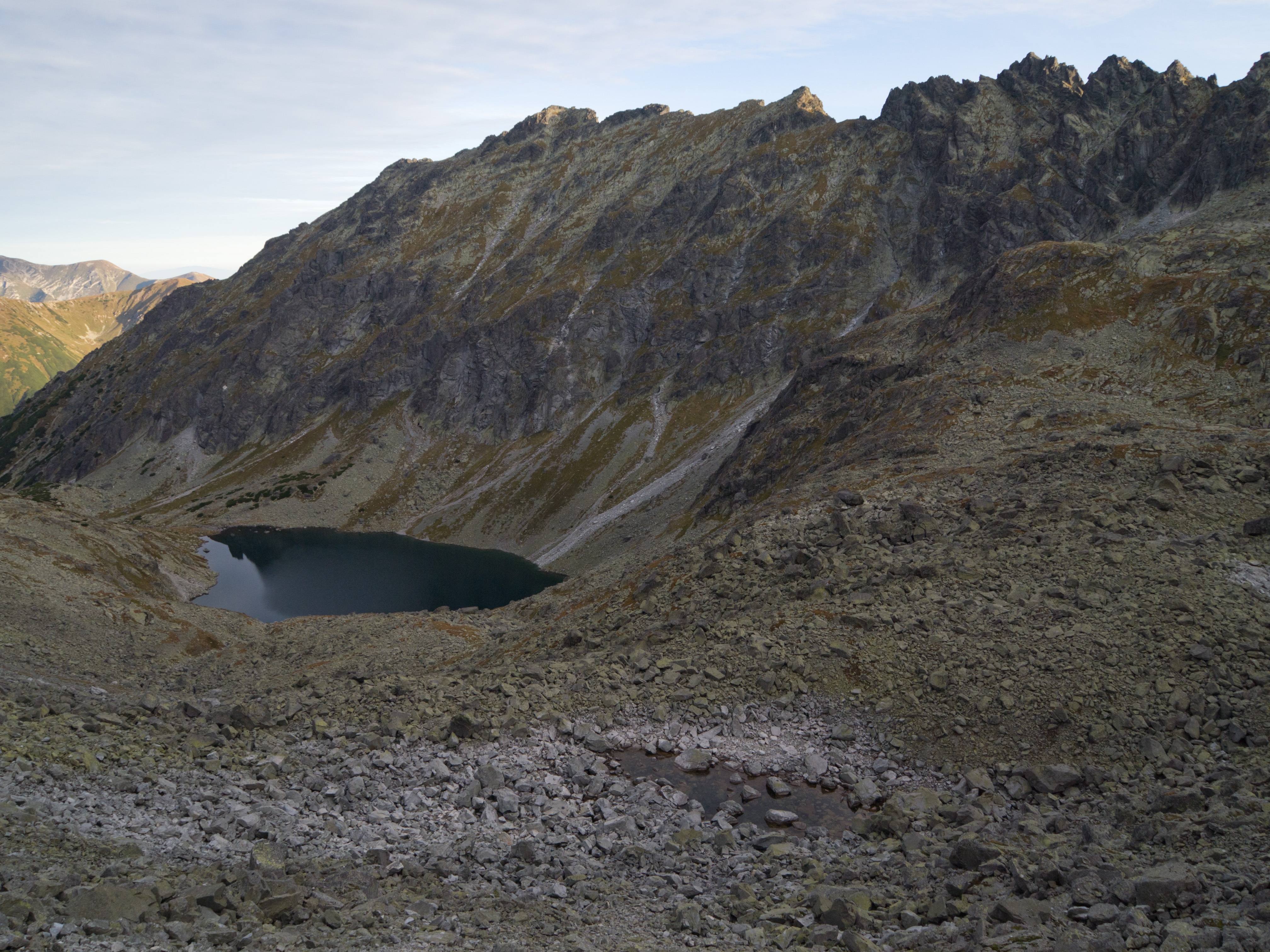
Niżni i Mały Teriański Stawek